# خلاصة الأحكام من مهمات السنن وقواعد الإسلام
خلاصة الأحكام من مهمات السنن وقواعد الإسلام هو كتاب يختص بأحاديث الأحكام، ألفه الحافظ يحيى بن شرف النووي (631-676)، تعتبر مادة الكتاب من أحاديث وحواشي مستقاة من كتب السنة المعتمدة لدى الأمة، وبالتحديد من كتب وأبواب الأحكام فيها، فهو (الكتاب) يعنى بأحاديث الأحكام التي تهتم بالعبادات والمعاملات والأحوال، ولذلك فهو يعتبر من مصاف كتب الأحكام.